# Acalolepta puncticeps
Acalolepta puncticeps är en skalbaggsart som först beskrevs av Stefan von Breuning 1938.  Acalolepta puncticeps ingår i släktet Acalolepta och familjen långhorningar. Inga underarter finns listade i Catalogue of Life.